# Ernesto José Romero Rivas

Bischofswappen

Ernesto José Romero Rivas OFMCap (* 19. April 1960 in Machiques, Zulia, Venezuela) ist Apostolischer Vikar von Tucupita.

## Leben
Ernesto José Romero Rivas trat der Ordensgemeinschaft der Kapuziner bei und legte am 11. September 1980 die zeitliche Profess ab. Am 24. März 1990 legte er die ewige Profess ab. Romero Rivas empfing am 2. August 1990 das Sakrament der Priesterweihe.
Am 7. April 2015 ernannte ihn Papst Franziskus zum Titularbischof von Nova Sparsa und bestellte ihn zum Apostolischen Vikar von Tucupita. Der Apostolische Nuntius in Venezuela, Erzbischof Aldo Giordano, spendete ihm am 12. Juli desselben Jahres die Bischofsweihe; Mitkonsekratoren waren der Apostolische Vikar von Caroní, Felipe González González OFMCap, und der Bischof von Machiques, Jesús Alfonso Guerrero Contreras OFMCap.